# Cyttaria gunnii
Cyttaria gunnii är en svampart som beskrevs av Berk. 1845. Cyttaria gunnii ingår i släktet Cyttaria och familjen Cyttariaceae.   Inga underarter finns listade i Catalogue of Life.

## Källor

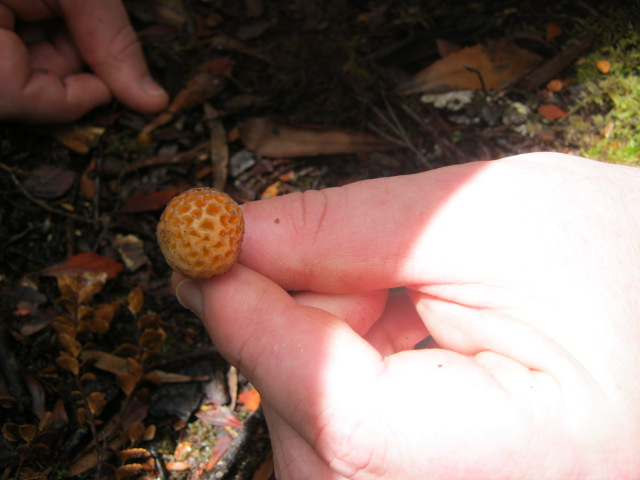
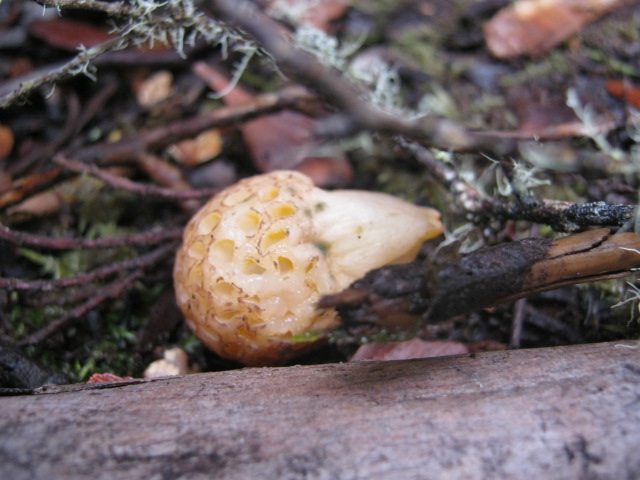
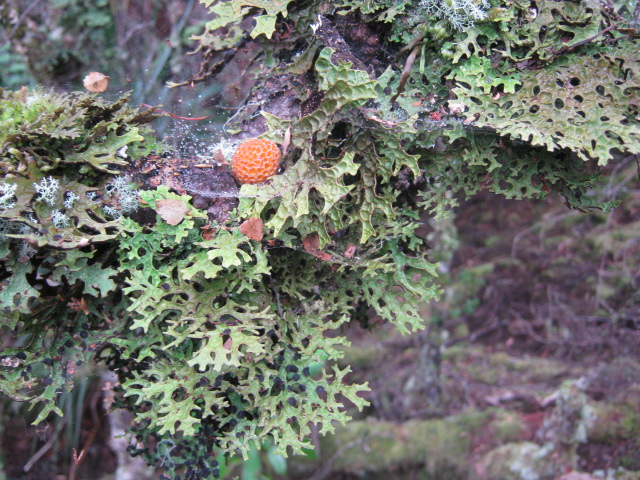
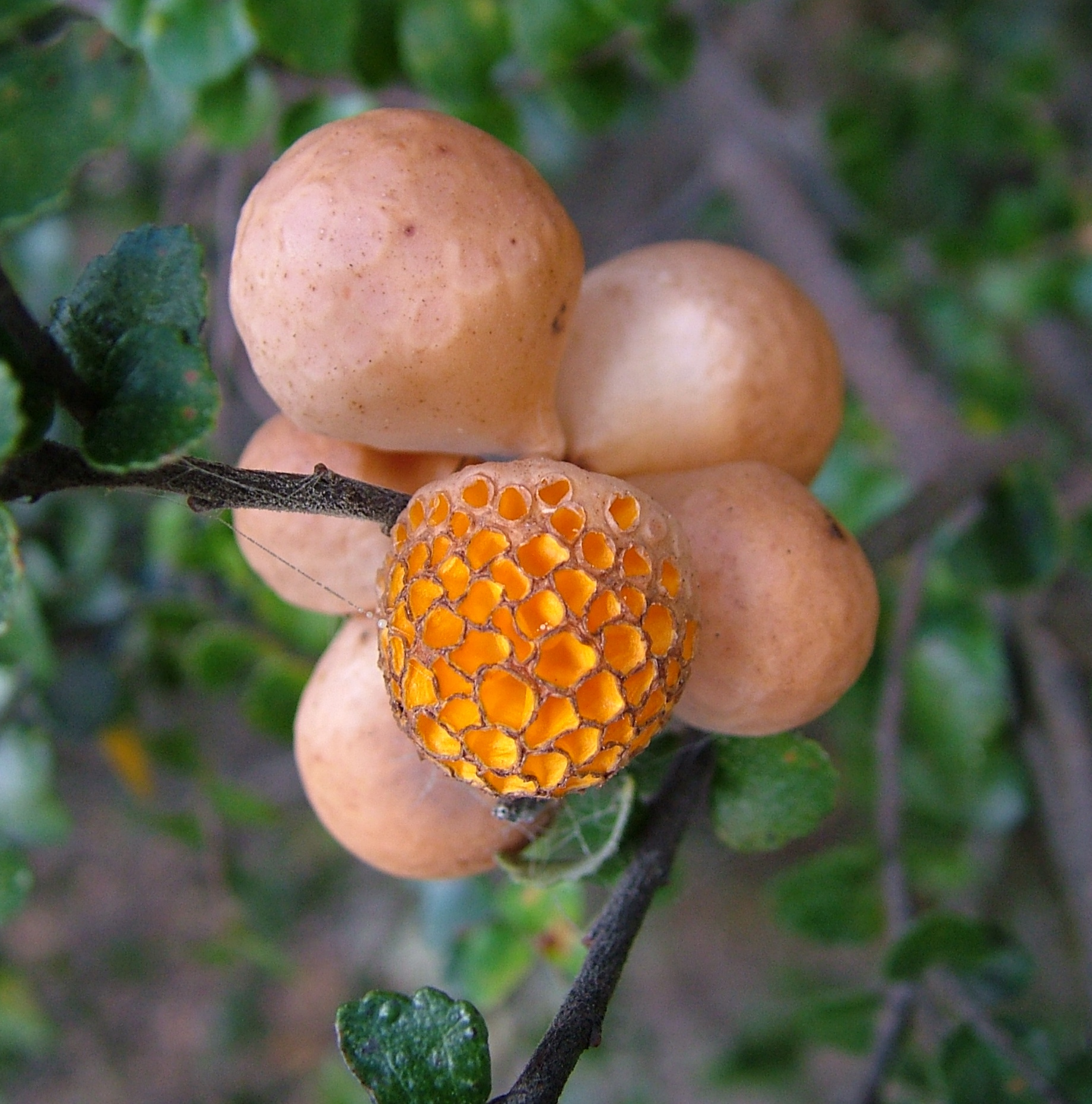